# Vitorino Antunes
Vitorino Gabriel Pacheco Antunes (* 1. April 1987 in Freamunde) ist ein portugiesischer Fußballspieler.

## Karriere

### Verein
Seine Karriere begann Vitorino Antunes in der zweiten Liga beim SC Freamunde. 2006 folgte dann der Wechsel zu FC Paços de Ferreira in die erste Liga. Sein erstes Spiel für den neuen Klub absolvierte in einem UEFA-Cup-Qualifikationsspiel und am nächsten Spieltag beim 1:1-Unentschieden gegen den FC Porto.
Nach einer guten Saison hatten sehr viele Vereine Interesse an Antunes, wie z. B. Benfica Lissabon, Sporting Lissabon, Atlético Madrid, AJ Auxerre sowie Aston Villa und der RSC Anderlecht. Am 29. August 2007, nur zwei Tage vor Ende des Transferfensters wurde er an den italienischen Topklub AS Rom verliehen, mit der Option ihn am Ende der Leihe zu kaufen.
Sein erstes offizielles Spiel machte er in der Champions League gegen Manchester United und wurde in einer Umfrage auf der Klubwebseite als bester Mann des Spiels gewählt. Am 20. Januar 2008 bestritt er sein Debüt in der Liga beim 2:0-Sieg über Catania Calcio. Jedoch lief es den Rest der Saison nicht sehr gut. Er absolvierte in der ganzen Saison nur fünf Spiele und insgesamt nur 64 Minuten Spielzeit für den AS Rom. Er konnte sich gegen die erfahrenen Spieler wie Max Tonetto und Marco Cassetti einfach nicht durchsetzen. Trotzdem nahm man am 15. April 2008 diese Kaufoption wahr und Vitorino Antunes unterschrieb den Vertrag bei der Roma. Die Ablösesumme betrug 1,2 Millionen Euro.
Sofort nach der Unterzeichnung des Vertrages wurde er an den Ligakonkurrenten US Lecce verliehen. Nach Ende der Leihe im Juni 2009 bestritt er kein einziges Spiel für Rom und so wurde er im Januar 2010 an den portugiesischen Verein Leixões SC verliehen. Nach Ablauf der Leihfrist kehrte er im Sommer 2010 wieder zum AS Rom zurück.
Zur Saison 2012/13 kehrte Antunes zum FC Paços de Ferreira zurück. Im Januar 2013 wurde er an den spanischen Erstligisten FC Málaga ausgeliehen. Zur Saison 2013/14 wurde Antunes schließlich fest verpflichtet.
Am 2. Februar 2015 wechselte Antunes zu Dynamo Kiew. Im Juli 2017 wurde er für die Saison 2017/18 nach Spanien zurück, diesmal an den FC Getafe, ausgeliehen. Nach Ablauf dieser Ausleihe wechselte er endgültig zum FC Getafe und unterschrieb dort einen Vertrag bis Sommer 2020.
Von April bis November 2019 fiel er infolge eines Kreuzbandrisses aus. Danach gehörte er vielfach nicht zum Spieltagskader. Tatsächlich stand er nur noch bei einem Spiel für wenige Minuten auf dem Platz. Nach Ablauf seines Vertrages wechselte er zum portugiesischen Verein Sporting Lissabon.

### Nationalmannschaft
Vitorino Antunes spielte schon in den Jugendnationalmannschaften von Portugal. So begann er 2005 bei den U-19 Junioren zu spielen, wo er bis 2006 in 13 Spielen zwei Tore schoss. Im Jahr 2007 folgten vier Auftritte bei der U-20. Dort konnte er ein Tor verbuchen. Im selben Jahr gab er noch sein Debüt in der portugiesischen U-21 und in der A-Nationalmannschaft. Bis 2009 absolvierte er bei der U-21 sechs Spiele. Für die A-Nationalmannschaft ist er immer noch tätig und bestritt bisher drei Länderspiele.

## Spielstil
Er zeichnet sich durch seine offensive Spielweise aus. Sein starker Schuss macht ihn zu einem gefährlichen Freistoßschützen. Vergleichbare Spielertypen sind Taye Taiwo oder Roberto Carlos.

## Erfolge
- Ukrainischer Meister: 2014/15, 2015/16
- Ukrainischer Pokalsieger: 2014/15
- Italienischer Pokalsieger: 2007/08
- Portugiesischer Meister: 2020/21